# Jimmy Gomez
Jimmy Gomez (ur. 25 listopada 1974 w Fullerton) – amerykański polityk, członek Partii Demokratycznej.

## Działalność polityczna
Od 2012 zasiadał w Zgromadzeniu Stanowym Kalifornii. Następnie od 6 czerwca 2017 jest przedstawicielem 34. okręgu wyborczego w stanie Kalifornia w Izbie Reprezentantów Stanów Zjednoczonych.